# NGC 119
NGC 119 je galaksija u zviježđu Feniks.

## Vanjske poveznice
- SEDS: NGC 0119